# Американська англійська

Статус американської англійської мови у США.
Офіційна мова
одна з двох чи декількох офіційних мов
фактично офіційна мова (Офіційна мова відсутня)
одна з декількох офіційних фактично мов (Офіційна мова відсутня)

Американська англійська (англ. American English) — термін, що раніше використовувався в ролі неформального фразеологізму, проте нині набуває офіційніших форм, яким називають спосіб спілкування англійською мовою в Північній Америці, зокрема у США. Тепер американська англійська стала відокремлюватись від тієї англійської мови, якою користуються в Британії. У ній з'явилися свої особливості. Американська англійська має розходження з британською в словах та деяких аспектах правопису.
Американська англійська тепер існує як діалект англійської мови, однак деякі експерти зазначають, що через певний (імовірно, дуже великий) проміжок часу американська англійська повністю відокремиться від англійської й існуватиме на правах повноцінної мови.
Дослідження історичного використання англійської мови в Сполучених Штатах і Великій Британії показали, що нинішня розмовна американська англійська набагато ближча до «королівської англійської» часів початку колонізації Америки британцями, ніж сьогоднішня британська англійська.

## Історія англійської мови у США
Англійська мова вперше з'явилася у Північній Америці на початку XVII століття. Перша колонія англійців на американському континенті була заснована у 1607 році. З початку XVII до кінця XVIII століття почалось формуванням американських діалектів англійської мови.
На початку англійська мова в Америці, в основному, відповідала тим нормам, які були прийняті в Англії в XVII столітті. Англійська вимова XVI—XVII століть істотно відрізняється від вимови сучасної англійської мови. Зміни або зовсім не торкнулися американської англійської мови, або відбилися у значно меншій мірі аніж у англійській. До кінця XVIII століття в Америці вже намітилися істотні відхилення від норм англійської мови.